# Onthophagus villanuevai
Onthophagus villanuevai é uma espécie de inseto do género Onthophagus, família Scarabaeidae, ordem Coleoptera.
Foi descrita cientificamente por Delgado & Deloya em 1990.